# Jason Elam
Jason Elam (født 8. marts 1970 i Fort Walton Beach, Florida, USA) er en tidligere amerikansk footballspiller, der spillede i NFL som place kicker, primært for Denver Broncos. Elam var aktiv i ligaen fra 1993 til 2009, og spillede desuden for Atlanta Falcons.
Elam var en del af det Denver Broncos-hold, der vandt både Super Bowl XXXII i 1998 og Super Bowl XXXIII året efter. Tre gange, i 1995, 1998 og 2001 har Elam været med i Pro Bowl, NFL's All Star-kamp.

## Klubber
- 1993-2007: Denver Broncos
- 2008-2009: Atlanta Falcons